# New York Sentinels temporada 2009
La temporada 2009 de New York Sentinels fue la primera y única temporada que participó como New York Sentinels en la United Football League. El equipo finalizó en la cuarta posición con una marca imperfecta de 0-6.

## Desarrollo
El 9 de marzo Ted Cottrell se confirmó como el tercer entrenador en jefe El 11 de marzo se confirmó que dirigiría a la franquicia UFL New York. El 13 de agosto se dio a conocer el nombre oficial de la franquicia New York Sentinels así como los colores que representaran al equipo en la temporada que fueron negro plata y verde.
Los juegos de New York Sentinels fueron programados para llevarse a cabo en tres sedes distintas Giants Stadium en Nueva York, James M. Shuart Stadium en Nueva Jersey y Rentschler Field en Hartford, sede a la que posiblemente se mudaría la franquicia.
New York Sentinels (0-0) inicio su temporada el 10 de octubre visitando a Florida Tuskers (0-0) en el Citrus Bowl, New York comenzó ganando tras un pase para TD de Q. Gray (completo 12 de 29 intentos) para C. Thorpe para 11 yardas, en el segundo cuarto solo anotó 2 goles de campo de 32 y 42 yardas para llegar a 13 puntos pero Florida respondió con 2 TD por pase de B. Bollinger, en la segunda mitad la defensiva de New York no detuvo a la ofensiva de Florida y recibió 21 puntos más, tras 3 TD, 2 de Bollinger y uno por carrera de T. Bell para dejar el marcador final New York Sentinels 13, Florida Tuskers 35.
Tras la derrota New York inicio la temporada con marca de 0-1 y fue el equipo que anotó menos puntos en la primera semana.
Para la semana 2 New York (0-1) visitó a California Redwoods (0-1), (ambos habían perdido su primer partido) en el AT&T Park, New York comenzó perdiendo por 7 luego de un pase de TD de M. McMahon pero en el segundo cuarto empató el partido con pase para TD de Q. Gray de 2 yardas, igual que el partido de la semana 1 la ofensiva de New York no pudo sumar puntos en la segunda mitad y la ofensiva de California anotó 17 puntos más con 2 TD y un gol de campo para finalizar con un marcador de New York Sentinels 7, California Redwoods 24.
Esta semana marco su segunda derrota consecutiva y dejándolo en la última posición de la clasificación con 0-2.
Tras descansar en la semana 3 New York Sentinels (0-2) volvió a enfrentar a California Redwoods (1-2) ahora en Giants Stadium, iniciaron perdiendo por un pase de TD de 25 yds de S. Boyd en el primer cuarto, en el segundo cuarto New York logró marcar 6 puntos con 2 goles de campo de P. Cezch aunque California respondió con 10 puntos con un TD y gol de campo de Boyd y P. Douglass respectivamente. En el tercer cuarto un TD C. Hopkins a pase de Gray acercó a New York a 4 puntos (fue la primera ocasión que New York marco puntos en la segunda mitad de un partido), después de eso no hubo más anotaciones para New York y P. Douglass con un gol de campo de 44 yds puso el marcador final de California Redwoods 20, New York Sentinels 13.
Luego de la segunda derrota contra California New York continuo en la última posición ahora con 0-3.
En la semana 5 New York Sentinels (0-3) recibió a Las Vegas Locomotives (1-2), el partido era importante ya que era la oportunidad de encontrar la primera victoria. New York inicio perdiendo el juego desde el primer cuarto por 10 a 0 con un TD por carrera de M. Shipp y un gol de campo de G. Gano, I. Martin con una pase de TD para S. Sanders pusieron los primeros 7 puntos a favor pero Las Vegas respondió con 2 TD, en la segunda mitad P. Czech consiguió un gol de campo para llegar a 10 puntos contra los 17 puntos que consiguió Las Vegas en la segunda mitad para finalizar con un marcador de Las Vegas Locomotives 41, New York Sentinels 10.
Con esta derrota New York Sentinels llegó a una marca de 0-4 con lo que continuo último en la clasificación.
En la semana 6 New York Sentinels (0-4) recibió en el Rentschler Field al invicto de la liga Florida Tuskers (4-0), como en los partidos anteriores New York comenzó perdiendo con un TD de J. Foster a pase de B. Bollinger y un gol de campo de M. Bryant, New York solo anotó un gol de campo de 38 yds por parte de P. Czech y nuevamente otro gol de campo de 44 yds para llegar a 6 puntos y ya no hubo más anotaciones por parte de New York, Florida respondió con 2 TD más uno por carrera de T. Bell y otro de P. Warren a pase de Bollinger para finalizar el marcador Florida Tuskers 24, New York Sentinels 6.
En esta derrota fue la marca más baja de puntos en la liga con solo 6 y tener la de 0-5.
Para la última semana de temporada regular para New York Sentinels (0-5) visitó a Las Vegas Locomotives (3-2) en el Sam Boyd Stadium , nuevamente New York comenzó perdiendo el juego y en la primera mitad ya se encontraba 17-0, en esta ocasión anotó hasta el último cuarto 1 TD por carrera de C. Ali, mientras Las Vegas anotó 24 puntos más para finalizar el marcador New York Sentinels 7, Las Vegas Locomotives 41.
En los 2 partidos contra Las Vegas New York recibió 41 puntos y terminó la temporada con marca imperfecta de 0-6.
Tras finalizar la primera temporada y debido a baja asistencia en los juegos de local de New York Sentinels, la franquicia se cambió a Hartford, Connecticut para llamarse Hartford Colonials a partir de la temporada 2010.

## Draft
El Draft se llevó a cabo el 19 de junio de 2009. Los jugadores que fueron seleccionados eran los que acudieron a los entrenamientos en Orlando y Las Vegas. Una vez que un jugador fue seleccionado por el equipo sus derechos estaban en manos del equipo en caso de que el jugador optara por jugar en la UFL.
De los 24 jugadores seleccionados, 17 firmaron con el equipo para la Premier Season.
| Jugador            | Posición | College          |
| ------------------ | -------- | ---------------- |
| C. J. Bacher       | QB       | Northwestern     |
| Trey Brown         | DB       | UCLA             |
| Oliver Celestin    | DB       | Texas Southern   |
| Richard Clebert    | NT       | South Florida    |
| Maurice Fountain   | DE       | Clemson          |
| Ronnie Ghent       | TE       | Louisville       |
| Tyronne Gross      | RB       | Eastern Oregon   |
| Samuel Gutekunst   | T        | None             |
| Jasper Harvey      | C        | San Diego State  |
| Brian Johnson      | QB       | Utah             |
| Noriaki Kinoshita  | WR       | Ritsumeikan      |
| David Lofton       | DB       | Stanford         |
| Marc Magro         | LB       | West Virginia    |
| Terrell Maze       | DB       | San Diego State  |
| Ray Norell         | T        | Buffalo          |
| Ramiro Pruneda     | T        | Monterrey Tech   |
| Joe Rubin          | RB       | Portland State   |
| Steve Sanders      | WR       | Bowling Green    |
| Cecil Sapp         | RB       | Colorado State   |
| Bryan Save         | NT       | Colorado State   |
| Michale Spicer     | DE       | Western Carolina |
| LaBrandon Toefield | RB       | LSU              |
| Nathan Williams    | LB       | Murray State     |
| Shannon Woods      | RB       | Texas Tech       |

## Calendario
| Semana | Fecha                     | Hora Local | Rival                   | Resultado | Resultado | Estadio                 | Asistencia | TV       |
| Semana | Fecha                     | Hora Local | Rival                   | Marcador  | Marca     | Estadio                 | Asistencia | TV       |
| ------ | ------------------------- | ---------- | ----------------------- | --------- | --------- | ----------------------- | ---------- | -------- |
| 1      | Sábado, 10 de octubre     | 19:00 h    | @ Florida Tuskers       | P 13–35   | 0–1       | Estadio Citrus Bowl     | 11,203     | HDNet    |
| 2      | Sábado, 17 de octubre     | 18:00 h    | @ California Redwoods   | P 7–24    | 0–2       | AT&T Park               | 6,341      | HDNet    |
| 3      | Descanso                  | Descanso   | Descanso                | Descanso  | Descanso  | Descanso                | Descanso   | Descanso |
| 4      | Jueves, 28 de octubre     | 19:00 h    | California Redwoods     | P 13–20   | 0–3       | Giants Stadium          | 10,818     | Versus   |
| 5      | Miércoles, 4 de noviembre | 19:00 h    | Las Vegas Locomotives   | P 10–41   | 0–4       | James M. Shuart Stadium | 4,392      | Versus   |
| 6      | Jueves, 12 de noviembre   | 19:00 h    | Florida Tuskers         | P 6–24    | 0–5       | Rentschler Field        | 5,201      | Versus   |
| 7      | Friday, November 20       | 18:00 h    | @ Las Vegas Locomotives | P 7–41    | 0–6       | Sam Boyd Stadium        | 13,306     | HDNet    |

## Clasificación
| y - Florida Tuskers       | 6 | 0 | 0 | 1.000 | 183 | 92  |
| y - Las Vegas Locomotives | 4 | 2 | 0 | 0.667 | 167 | 100 |
| California Redwoods       | 2 | 4 | 0 | 0.333 | 105 | 134 |
| New York Sentinels        | 0 | 6 | 0 | 0.000 | 56  | 185 |

y Avanzaron al Championship Game

## Estadísticas por jugador
| Nombre               | #  | Po. | S1 | S2 | S4 | S5 | S6 | S7 | Tit. | Sup. | N/J | Ina. |
| -------------------- | -- | --- | -- | -- | -- | -- | -- | -- | ---- | ---- | --- | ---- |
| Aaron Horne          | 14 |     |    |    |    |    |    |    | 0    | 1    | 0   | 0    |
| Alfred Fincher       | 53 |     |    |    |    |    |    |    | 0    | 2    | 0   | 0    |
| Brian Bonner         | 20 |     |    |    |    |    |    |    | 0    | 5    | 0   | 0    |
| Brigham Harwell      | 96 |     |    |    |    |    |    |    | 0    | 6    | 0   | 0    |
| Bryan Robinson       | 95 |     |    |    |    |    |    |    | 0    | 3    | 0   | 0    |
| Bryan Save           | 98 |     |    |    |    |    |    |    | 6    | 0    | 0   | 0    |
| C.J. Bacher          | 14 |     |    |    |    |    |    |    | 0    | 0    | 1   | 0    |
| Carlton Medder       | 60 |     |    |    |    |    |    |    | 5    | 0    | 0   | 0    |
| Cecil Sapp           | 32 |     |    |    |    |    |    |    | 2    | 2    | 0   | 2    |
| Charles Ali          | 28 |     |    |    |    |    |    |    | 0    | 6    | 0   | 0    |
| Charles Davis        | 87 |     |    |    |    |    |    |    | 1    | 4    | 1   | 0    |
| Charlton Keith       | 91 |     |    |    |    |    |    |    | 0    | 4    | 0   | 2    |
| Chase Bullock        | 55 |     |    |    |    |    |    |    | 2    | 3    | 1   | 0    |
| Chris Barclay        | 24 |     |    |    |    |    |    |    | 1    | 2    | 0   | 0    |
| Christian Hopkins    | 84 |     |    |    |    |    |    |    | 2    | 3    | 1   | 0    |
| Cortez Hankton       | 81 |     |    |    |    |    |    |    | 0    | 4    | 0   | 0    |
| Craphonso Thorpe     | 8  |     |    |    |    |    |    |    | 6    | 0    | 0   | 0    |
| Dan Davis            | 90 |     |    |    |    |    |    |    | 2    | 0    | 0   | 0    |
| Daniel Oliphant      | 78 |     |    |    |    |    |    |    | 0    | 2    | 3   | 0    |
| Darien Williams      | 41 |     |    |    |    |    |    |    | 5    | 1    | 0   | 0    |
| Daron Clark          | 11 |     |    |    |    |    |    |    | 0    | 2    | 1   | 0    |
| David Lofton         | 36 |     |    |    |    |    |    |    | 0    | 4    | 2   | 0    |
| David Pittman        | 29 |     |    |    |    |    |    |    | 1    | 0    | 0   | 0    |
| Elton Brown          | 64 |     |    |    |    |    |    |    | 0    | 0    | 1   | 0    |
| Erik Robertson       | 64 |     |    |    |    |    |    |    | 0    | 0    | 2   | 1    |
| Ingle Martin         | 3  |     |    |    |    |    |    |    | 1    | 3    | 2   | 0    |
| Jamayel Smith        | 9  |     |    |    |    |    |    |    | 0    | 5    | 1   | 0    |
| Jared Retkofsky      | 61 |     |    |    |    |    |    |    | 0    | 6    | 0   | 0    |
| Jason Watkins        | 79 |     |    |    |    |    |    |    | 5    | 1    | 0   | 0    |
| Jasper Harvey        | 63 |     |    |    |    |    |    |    | 6    | 0    | 0   | 0    |
| Joe Mortensen        | 56 |     |    |    |    |    |    |    | 4    | 2    | 0   | 0    |
| Joe Rubin            | 29 |     |    |    |    |    |    |    | 0    | 2    | 2   | 1    |
| Jonas Seawright      | 92 |     |    |    |    |    |    |    | 6    | 0    | 0   | 0    |
| Koren Robinson       | 19 |     |    |    |    |    |    |    | 1    | 1    | 0   | 0    |
| LaBrandon Toefield   | 22 |     |    |    |    |    |    |    | 3    | 2    | 0   | 1    |
| Lance Leggett        | 11 |     |    |    |    |    |    |    | 0    | 2    | 0   | 0    |
| Leon Williams        | 53 |     |    |    |    |    |    |    | 3    | 1    | 0   | 0    |
| Louis Ellis          | 62 |     |    |    |    |    |    |    | 0    | 1    | 0   | 0    |
| Marlon Lucky         | 24 |     |    |    |    |    |    |    | 0    | 2    | 0   | 0    |
| Matterral Richardson | 23 |     |    |    |    |    |    |    | 0    | 3    | 1   | 0    |
| Maurice Fountain     | 99 |     |    |    |    |    |    |    | 0    | 6    | 0   | 0    |
| Michael Fladell      | 72 |     |    |    |    |    |    |    | 1    | 3    | 2   | 0    |
| Michale Spicer       | 93 |     |    |    |    |    |    |    | 0    | 5    | 1   | 0    |
| Mike Toudouze        | 60 |     |    |    |    |    |    |    | 0    | 0    | 0   | 1    |
| Nate Bennett         | 67 |     |    |    |    |    |    |    | 6    | 0    | 0   | 0    |
| Nathan Williams      | 51 |     |    |    |    |    |    |    | 3    | 3    | 0   | 0    |
| Noah Herron          | 33 |     |    |    |    |    |    |    | 0    | 2    | 1   | 0    |
| Orrin Thompson       | 65 |     |    |    |    |    |    |    | 6    | 0    | 0   | 0    |
| Paul Pratt           | 37 |     |    |    |    |    |    |    | 6    | 0    | 0   | 0    |
| Piotr Czech          | 1  |     |    |    |    |    |    |    | 0    | 5    | 0   | 0    |
| Quinn Gray           | 5  |     |    |    |    |    |    |    | 5    | 0    | 1   | 0    |
| Rian Wallace         | 54 |     |    |    |    |    |    |    | 6    | 0    | 0   | 0    |
| Ronnie Ghent         | 86 |     |    |    |    |    |    |    | 6    | 0    | 0   | 0    |
| Ryan Boschetti       | 90 |     |    |    |    |    |    |    | 4    | 0    | 0   | 0    |
| Ryan Hoag            | 7  |     |    |    |    |    |    |    | 0    | 6    | 0   | 0    |
| Scott Player         | 10 |     |    |    |    |    |    |    | 0    | 4    | 0   | 0    |
| Shannon Woods        | 26 |     |    |    |    |    |    |    | 2    | 1    | 0   | 0    |
| Simeon Rice          | 97 |     |    |    |    |    |    |    | 6    | 0    | 0   | 0    |
| Steve Justice        | 74 |     |    |    |    |    |    |    | 1    | 3    | 2   | 0    |
| Steve Sanders        | 12 |     |    |    |    |    |    |    | 6    | 0    | 0   | 0    |
| T.J. Cottrell        | 88 |     |    |    |    |    |    |    | 0    | 2    | 2   | 1    |
| Taylor Rowan         | 1  |     |    |    |    |    |    |    | 0    | 1    | 0   | 0    |
| Terell Maze          | 34 |     |    |    |    |    |    |    | 5    | 1    | 0   | 0    |
| Tom Malone           | 14 |     |    |    |    |    |    |    | 0    | 1    | 0   | 0    |
| Tony Tiller          | 25 |     |    |    |    |    |    |    | 0    | 4    | 0   | 1    |
| Tra Battle           | 27 |     |    |    |    |    |    |    | 6    | 0    | 0   | 0    |
| Trey Brown           | 23 |     |    |    |    |    |    |    | 0    | 2    | 0   | 0    |
| Tyronne Gross        | 21 |     |    |    |    |    |    |    | 0    | 5    | 1   | 0    |

| Color  | Color            |
| ------ | ---------------- |
| Verde  | Titular          |
| Azul   | Suplente         |
| Morado | No Jugo          |
| Rojo   | Inactivo         |
| Negro  | Fuera del Roster |

| Nombre    | Cmp | Att | Yds   | TD | Int | Lg | Sck | Índice de audiencia |
| --------- | --- | --- | ----- | -- | --- | -- | --- | ------------------- |
| Q. Gray   | 63  | 119 | 639   | 3  | 3   | 54 | 3   | 66.5                |
| I. Martin | 39  | 81  | 380   | 1  | 5   | 30 | 5   | 40.1                |
| C. Thorpe | 1   | 1   | 11    | 0  | 0   | 11 | 0   | 112.5               |
| R. Hoag   | 2   | 2   | 8     | 0  | 0   | 6  | 0   | 83.3                |
| Total     | 105 | 203 | 1,038 | 4  | 8   | 54 | 8   | 56.6                |

| Nombre      | N.º | Yds   | Avg  | TD | Lg |
| ----------- | --- | ----- | ---- | -- | -- |
| C. Thorpe   | 27  | 275   | 10.2 | 1  | 54 |
| S. Sanders  | 15  | 143   | 9.5  | 1  | 25 |
| R. Ghent    | 14  | 113   | 8.1  | 0  | 15 |
| C. Hankton  | 11  | 144   | 13.1 | 0  | 30 |
| L. Toefield | 9   | 57    | 6.3  | 0  | 14 |
| C. Hopkins  | 6   | 67    | 11.2 | 1  | 22 |
| K. Robinson | 5   | 46    | 9.2  | 0  | 15 |
| J. Smith    | 4   | 53    | 13.3 | 0  | 21 |
| L. Leggett  | 2   | 11    | 5.5  | 0  | 6  |
| C. Barclay  | 2   | 15    | 7.5  | 1  | 13 |
| C. Davis    | 2   | 15    | 7.5  | 0  | 8  |
| S. Woods    | 2   | 34    | 17.0 | 0  | 30 |
| N. Herron   | 2   | 23    | 11.5 | 0  | 17 |
| T. Cottrell | 2   | 14    | 7.0  | 0  | 8  |
| R. Hoag     | 1   | 23    | 23.0 | 0  | 23 |
| C. Ali      | 1   | 5     | 5.0  | 0  | 5  |
| Total       | 105 | 1,039 | 9.9  | 4  | 54 |

| Nombre      | Att | Yds | Avg  | TD | Lg |
| ----------- | --- | --- | ---- | -- | -- |
| L. Toefield | 34  | 111 | 3.3  | 0  | 15 |
| S. Woods    | 32  | 101 | 3.2  | 0  | 15 |
| C. Sapp     | 13  | 80  | 6.2  | 0  | 22 |
| C. Barclay  | 21  | 51  | 2.4  | 0  | 11 |
| Q. Gray     | 9   | 29  | 3.2  | 0  | 10 |
| C. Ali      | 7   | 17  | 2.4  | 1  | 4  |
| I. Martin   | 8   | 15  | 1.9  | 0  | 8  |
| N. Harron   | 6   | 7   | 1.2  | 0  | 7  |
| S. Sanders  | 2   | 4   | 2.0  | 0  | 2  |
| B. Bonner   | 1   | 4   | 4.0  | 0  | 4  |
| T. Gross    | 4   | 0   | 0.0  | 0  | 2  |
| K. Robinson | 1   | -9  | -9.0 | 0  | 0  |
| Total       | 138 | 410 | 3.0  | 1  | 22 |

| Nombre    | N.º | Yds | Avg  | TD | Lg |
| --------- | --- | --- | ---- | -- | -- |
| P. Pratt  | 2   | 39  | 19.5 | 0  | 27 |
| T. Maze   | 1   | 0   | 0.0  | 0  | 0  |
| T. Tiller | 1   | 0   | 0.0  | 0  | 0  |
| Total     | 4   | 39  | 9.8  | 0  | 27 |

| Nombre    | N.º | Yds   | Avg  | TB | In20 | Lg | B |
| --------- | --- | ----- | ---- | -- | ---- | -- | - |
| S. Player | 19  | 783   | 41.2 | 0  | 1    | 51 | 0 |
| A. Horne  | 7   | 271   | 38.7 | 2  | 0    | 48 | 0 |
| T. Malone | 3   | 130   | 43.3 | 0  | 1    | 46 | 0 |
| Total     | 29  | 1,184 | 40.8 | 2  | 2    | 51 | 0 |

| Nombre   | 1-19 | 20-29 | 30-39 | 40-49 | 50+ | Total |
| -------- | ---- | ----- | ----- | ----- | --- | ----- |
| P. Czech | 0-0  | 0-0   | 4-4   | 3-5   | 0-0 | 7-9   |

| Nombre        | Tkl | Ast | Tot   | Sck | Yds  | FF |
| ------------- | --- | --- | ----- | --- | ---- | -- |
| L. Williams   | 23  | 20  | 33.0  | 0.0 | 0    | 0  |
| D. Williams   | 25  | 11  | 31.5  | 0.0 | 0    | 0  |
| T. Battle     | 16  | 19  | 25.5  | 0.0 | 0    | 0  |
| J. Mortensen  | 16  | 13  | 22.5  | 0.0 | 0    | 0  |
| R. Wallace    | 15  | 12  | 21.0  | 1.5 | 9    | 0  |
| P. Pratt      | 11  | 16  | 19.0  | 0.0 | 0    | 0  |
| B. Harwell    | 15  | 5   | 17.5  | 0.5 | 4    | 0  |
| N. Williams   | 13  | 6   | 16.0  | 0.5 | 5    | 0  |
| B. Save       | 9   | 8   | 13.0  | 1.5 | 8    | 0  |
| T. Maze       | 12  | 3   | 13.5  | 0.0 | 0    | 0  |
| B. Bonner     | 9   | 6   | 12.0  | 0.0 | 0    | 0  |
| T. Tiller     | 9   | 3   | 10.5  | 0.0 | 0    | 0  |
| A. Fincher    | 5   | 7   | 8.5   | 0.0 | 0    | 0  |
| R. Boschetti  | 9   | 3   | 10.5  | 0.0 | 0    | 0  |
| M. Fountain   | 4   | 4   | 6.0   | 0.5 | 3    | 0  |
| S. Rice       | 4   | 3   | 5.5   | 1.0 | 7    | 0  |
| C. Keith      | 4   | 3   | 5.5   | 0.0 | 0    | 0  |
| M. Spicer     | 3   | 3   | 4.5   | 1.5 | 10   | 1  |
| R. Ghent      | 4   | 0   | 4.0   | 0.0 | 0    | 0  |
| J. Seawright  | 2   | 2   | 3.0   | 0.0 | 0    | 0  |
| R. Hoag       | 3   | 1   | 3.5   | 0.0 | 0    | 0  |
| T. Brown      | 3   | 1   | 3.5   | 0.0 | 0    | 0  |
| D. Lofton     | 4   | 0   | 4.0   | 0.0 | 0    | 0  |
| C. Davis      | 1   | 3   | 2.5   | 0.0 | 0    | 0  |
| M. Richardson | 3   | 1   | 3.5   | 0.0 | 0    | 0  |
| D. Pittman    | 2   | 2   | 3.0   | 0.0 | 0    | 0  |
| J. Rubin      | 1   | 2   | 2.0   | 0.0 | 0    | 0  |
| B. Robinson   | 1   | 2   | 2.0   | 0.0 | 0    | 0  |
| C. Bullock    | 1   | 1   | 1.5   | 0.0 | 0    | 0  |
| C. Barclay    | 2   | 0   | 2.0   | 0.0 | 0    | 0  |
| J. Retkofsky  | 1   | 2   | 2.0   | 0.0 | 0    | 0  |
| C. Hankton    | 1   | 1   | 1.5   | 0.0 | 0    | 0  |
| S. Sanders    | 0   | 1   | 0.5   | 0.0 | 0    | 0  |
| J. Harvey     | 1   | 0   | 1.0   | 0.0 | 0    | 0  |
| N. Bennet     | 0   | 1   | 0.5   | 0.0 | 0    | 0  |
| C. Thorpe     | 1   | 0   | 1.0   | 0.0 | 0    | 0  |
| L. Toefield   | 1   | 0   | 1.0   | 0.0 | 0    | 0  |
| C. Sapp       | 1   | 0   | 1.0   | 0.0 | 0    | 0  |
| C. Ali        | 1   | 0   | 1.0   | 0.0 | 0    | 0  |
| C. Hopkins    | 0   | 1   | 0.5   | 0.0 | 0    | 0  |
| A. Horne      | 1   | 0   | 1.0   | 0.0 | 0    | 0  |
| Total         | 237 | 166 | 320.0 | 7.0 | 46.0 | 1  |